# Lubowidz (Mazovië)
Lubowidz is een dorp in het Poolse woiwodschap Mazovië, in het district Żuromiński. De plaats maakt deel uit van de gemeente Lubowidz en telt 1700 inwoners.